# در اعماق
در اعماق (انگلیسی: The Lower Depths) فیلمی در ژانر درام به کارگردانی آکیرا کوروساوا است که در سال ۱۹۵۷ منتشر شد. از بازیگران آن می‌توان به توشیرو میفونه، مینورو چیاکی، ایسوزو یامادا و کیوکو کاگاوا اشاره کرد.